# Bulan (Sorsogon)
Pour les articles homonymes, voir Bulan.
Bulan est une localité de la province de Sorsogon, aux Philippines. En 2015, elle compte 100 076 habitants.